# Locomotiva SECR classe N
La SECR classe N era una locomotiva a vapore di tipo "Mogul" progettata nel 1914 da Richard Maunsell per trasporto misto sulla South Eastern and Chatham Railway (SECR). Costruita tra il 1917 e il 1934, è stato il primo tipo di locomotiva non-Great Western Railway (GWR) a utilizzare e migliorare i principi costruttivi sviluppati da George Jackson Churchward, il capo ingegnere meccanico della GWR. La classe N era basata sul progetto della GWR classe 4300, migliorato con alcune caratteristiche della Midland Railway.
Simile da un punto di vista meccanico alla precedente Classe K pure progettata da Maunsell, la Classe N ha a sua volta influenzato lo sviluppo di locomotive dello stesso tipo nel Regno Unito.
La produzione, ritardata dallo scoppio della prima guerra mondiale, tra le due guerre è stata di 131 locomotive in tutto.
Dalla sua introduzione nel 1917 la classe N è stata utilizzata per il trasporto sia merci che passeggeri sulla SECR.
Ritenuta affidabile e robusta, presentava tuttavia l'inconveniente di eccessive vibrazioni sotto sforzo.
Le locomotive classe N furono usate estensivamente dalle ferrovie britanniche, tanto che a 29 fu necessario cambiare il cilindro. L'elettrificazione delle linee portò a una graduale sostituzione di queste locomotive a vapore nella prima metà degli anni sessanta del Novecento. L'ultimo esemplare è stato ritirato nel 1966.

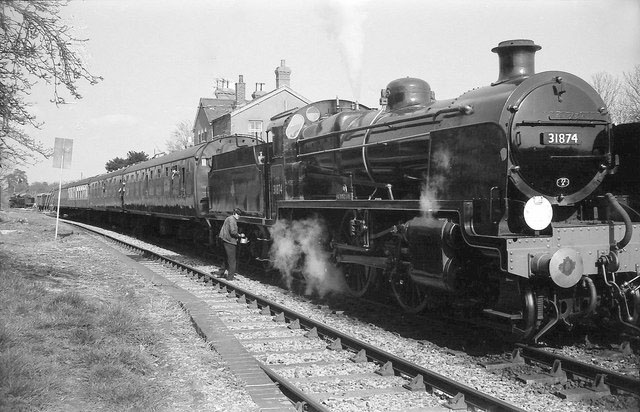
L'unica locomotiva classe N ancora esistente, la n. 31874, sulla Mid Hants Railway, aprile 1978